# Metal Gear Solid V: The Phantom Pain
Metal Gear Solid V: The Phantom Pain is een computerspel dat werd ontwikkeld door Kojima Productions en uitgebracht door Konami voor de PlayStation 3, PlayStation 4, Xbox 360, Xbox One en Windows. Het stealthspel kwam uit op 1 september 2015.

## Plot
The Phantom Pain speelt zich af in 1984, negen jaar na de gebeurtenissen van Ground Zeros. Het spel volgt het verhaal van huursoldaat Punished "Venom" Snake, terwijl hij zich begeeft in het door Sovjet-troepen bezette Afghanistan, en het grensgebied tussen Angola en Zaïre, om wraak te nemen op de mensen die zijn troepen hebben vernietigd en hem bijna hebben omgebracht tijdens de climax van Ground Zeroes. Big Boss ontwaakt uit een coma en rekruteert een nieuwe groep huurlingen onder de naam Diamond Dogs.

## Personages
- Punished "Venom" Snake, hoofdpersonage en een van de soldaten die bijna dodelijk werd geraakt na een aanval op Naked Snake.
- Skull Face, commandant van de mysterieuze XOF-legereenheid. Zijn identiteit is onbekend, maar hij blijkt later Hongaars te spreken. Zijn gezicht is misvormd geraakt door een aanslag.
- Quiet, een scherpschutter die Big Boss moet ombrengen. Nadat ze is verslagen door Venom Snake is ze gaan samenwerken met Snake.
- Code Talker, een bioloog die gespecialiseerd is in onderzoek naar parasieten.

## Ontvangst
The Phantom Pain ontving overwegend positieve beoordelingen. Op aggregatiewebsite Metacritic heeft het spel een gemiddelde score van 93% voor alle platforms. Men prees de gameplay, de emoties in het verhaal, en de missies met open einde.
Volgens de website VG Chartz zijn er in 2019 ruim 5,78 miljoen exemplaren van het spel verkocht.
| Aggregator    | Score                                  |
| ------------- | -------------------------------------- |
| Metacritic    | 95/100 (XOne) 93/100 (PS4) 91/100 (PC) |
| Publicatie    | Score                                  |
| Destructoid   | 9/10                                   |
| EGM           | 9,5/10                                 |
| Eurogamer     | 9/10                                   |
| Famitsu       | 40/40                                  |
| Game Informer | 9,25/10                                |
| GameSpot      | 10/10                                  |
| IGN           | 10/10                                  |
| Polygon       | 9/10                                   |